# 장고원

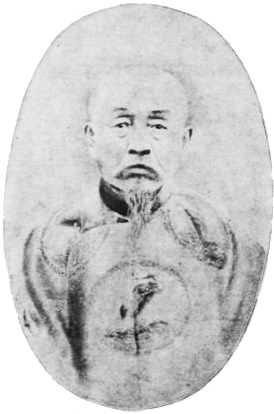
1912년 석인본 《章鼎臣先生行述》에 나온 사진

장고원(章高元, 1843년 ~ 1912년)은 청나라 말기 회군의 장군이다. 자는 정신(鼎臣)이다.

## 생애
장고원은 안휘성 합비에서 태어났다. 장고원은 어린 나이로 회군에 참여한 후 유명전 휘하에서 태평천국의 난, 염군의 난을 진압하는데 참여해 그 공으로 부장(副將)이 되었다. 이후 그는 유명전에 의해 기대대의 선봉으로 파견되어 산동성과 안휘성에서 싸웠다. 안구 전투(安丘之役)에서 공을 세워 총병으로 승진했으며, 상으로 기용 바투루(奇勇巴图鲁)라는 용명을 얻는다.
1874년, 일본군이 대만을 침략하여 랑야(현재 헝춘)에 상륙했다. 장고원은 명령을 받아 군대를 이끌고 대만으로 들어갔고, 이후 본토로 철수하여 강음(江陰)에 주둔했다.
1884년, 프랑스군은 대만을 침공하자 장고원은 류명전을 따라 바다를 건너 대만을 지켰다. 당시 프랑스군이 지룽에 이르자 그는 전의를 가다듬었다. 밤에 군대를 이끌고 “어둠을 틈타 프랑스 병사들이 침투하니 단병접전이 벌어졌고, 기세가 날카롭지 않아 많은 프랑스군을 죽였다”고 했다. 기륭 원정 중 벌어진 담수 전투에서 장고원은 군대를 이끌고 승리를 거두었다. 전쟁이 끝난 후, 그는 펑후진 총병으로 승진하여 연창아 바투루(年昌阿巴图鲁)라는 칭호를 얻었다. 1885년(광서 11년), 그는 장가빈(張家賓)을 이어 대만진총병을 계승하라는 명령을 받았다. 그는 상부의 명령을 받아 대만 산악 지대를 개척했다.
1887년, 그는 산동성 등주진 총병으로 옮겼다. 1892년 가을, 그는 무군 양영과 광무군 영영까지 모두 4영을 거느리고, 약 2천명의 병력으로 자오저우(胶澳)에 주둔했다. 자오저우에 주둔하는 동안, 자오저우진(胶澳镇)의 수아문, 병영, 군화약고, 포대, 앞바다 잔교 부두, 전보국 등을 건설해 자오저우로 통하는 대로를 조정하고 청도(青島)를 건설하며, 초기 인프라 구축에 기여했다.
1894년, 청일 전쟁이 발발한 후, 그는 8영의 군 병력을 증원받아 랴오둥 반도와 가이핑에 주둔하는 부대를 이끌고 하남성 개주(蓋州)에 침입한 일본군을 맞아 큰 피해를 입힌다. 청일 전쟁 이후, 그는 군대를 이끌고 다시 자오저우로 돌아왔다.
1897년 11월 14일, 독일은 조주교안 사건을 구실로 자오저우만을 침공하기 위해 극동에 함대를 파견했다. 장고원은 청나라 조정으로부터 전쟁 금지 명령을 받았고, 또한 그의 관할하는 군대가 부족했기 때문에 군대를 근처의 후사방 마을(後四方村)로 철수시켰다가, 이후 창커우(滄口)로 이끌었다. 11월 19일, 장고원은 협상을 위해 독일 막사에 파견된 후 독일군에 의해 구금되었다가 12월 3일에 돌아왔다. 12월 17일, 그는 자오아오에서 모든 병력을 철수시키고, 옌타이로 퇴각하라는 명령을 받았다. 1898년 2월, 그는 퇴직했다.
1900년에 그는 톈진진(天津鎭)의 총병을 지냈고, 곧 충칭진(重慶鎭)의 총병으로 옮겼으며, 이후 사임하고 난징(南京)에 살았다.
1912년에 그는 상하이에서 죽었다.